# Noram Cup w biegach narciarskich 2014/2015
Noram Cup w biegach narciarskich 2014/2015 to kolejna edycja tego cyklu zawodów. Rywalizacja rozpoczęła się 13 grudnia 2014 w kanadyjskim Rossland, a zakończyła się 1 lutego 2015 w kanadyjskim Cantley.
W poprzednim sezonie tego cyklu najlepszą wśród kobiet była Kanadyjka Amanda Ammar, a wśród mężczyzn Kanadyjczyk Jesse Cockney. Tym razem wśród kobiet najlepszą okazała się Kanadyjka Emily Nishikawa, a wśród mężczyzn najlepszy okazał się jej rodak Michael Somppi.

## Kalendarz i wyniki

### Kobiety
| Lp  | Data             | Miejscowość           | Dystans               | 1. miejsce       | 2. miejsce              | 3. miejsce              |
| --- | ---------------- | --------------------- | --------------------- | ---------------- | ----------------------- | ----------------------- |
| 1.  | 13 grudnia 2014  | Rossland              | 7,5 km s. klasycznym  | Alysson Marshall | Andrea Dupont           | Annah Hanthorn          |
| 2.  | 14 grudnia 2014  | Rossland              | 10 km s. klasycznym   | Alysson Marshall | Annah Hanthorn          | Jennie Bender           |
| 3.  | 19 grudnia 2014  | Sovereign Lake Nordic | Sprint s. klasycznym  | Andrea Dupont    | Heidi Widmer            | Alysson Marshall        |
| 4.  | 20 grudnia 2014  | Sovereign Lake Nordic | 15 km s. dowolnym     | Dahria Beatty    | Brittany Webster        | Cendrine Browne         |
| 5.  | 8 stycznia 2015  | Duntroon              | Bieg łączony 2x7,5 km | Emily Nishikawa  | Cendrine Browne         | Andrea Dupont           |
| 6.  | 10 stycznia 2015 | Duntroon              | Sprint s. klasycznym  | Perianne Jones   | Andrea Dupont           | Cendrine Browne         |
| 7.  | 11 stycznia 2015 | Duntroon              | 10 km s. dowolnym     | Emily Nishikawa  | Cendrine Browne         | Perianne Jones          |
| 8.  | 15 stycznia 2015 | Canmore               | 10 km s. klasycznym   | Emily Nishikawa  | Perianne Jones          | Dahria Beatty           |
| 9.  | 17 stycznia 2015 | Canmore               | Sprint s. dowolnym    | Andrea Dupont    | Heidi Widmer            | Olivia Bouffard-Nesbitt |
| 10. | 18 stycznia 2015 | Canmore               | 15 km s. dowolnym     | Emily Nishikawa  | Olivia Bouffard-Nesbitt | Dahria Beatty           |
| 11. | 30 stycznia 2015 | Cantley               | Sprint s. dowolnym    | Heidi Widmer     | Andrea Dupont           | Alannah MacLean         |
| 12. | 31 stycznia 2015 | Cantley               | 10 km s. dowolnym     | Emily Nishikawa  | Heidi Widmer            | Andrea Dupont           |
| 13. | 1 lutego 2015    | Cantley               | 10 km s. klasycznym   | Emily Nishikawa  | Kendra Murray           | Brittany Webster        |

### Mężczyźni
| Lp  | Data             | Miejscowość           | Dystans              | 1. miejsce            | 2. miejsce            | 3. miejsce          |
| --- | ---------------- | --------------------- | -------------------- | --------------------- | --------------------- | ------------------- |
| 1.  | 13 grudnia 2014  | Rossland              | 10 km s. klasycznym  | Kris Freeman          | Welly Ramsey          | Michael Somppi      |
| 2.  | 14 grudnia 2014  | Rossland              | 15 km s. klasycznym  | Kris Freeman          | Matthew Philip Gelso  | Benjamin Lustgarten |
| 3.  | 19 grudnia 2014  | Sovereign Lake Nordic | Sprint s. klasycznym | Patrick Stewart-Jones | Knute Johnsgaard      | Raphael Couturier   |
| 4.  | 20 grudnia 2014  | Sovereign Lake Nordic | 30 km s. dowolnym    | Kris Freeman          | Brian Gregg           | Michael Somppi      |
| 5.  | 8 stycznia 2015  | Duntroon              | Bieg łączony 2x15 km | Graeme Killick        | Scott James Hill      | Michael Somppi      |
| 6.  | 10 stycznia 2015 | Duntroon              | Sprint s. klasycznym | Jesse Cockney         | Patrick Stewart-Jones | Bob Thompson        |
| 7.  | 11 stycznia 2015 | Duntroon              | 15 km s. dowolnym    | Kevin Sandau          | Michael Somppi        | Raphael Couturier   |
| 8.  | 15 stycznia 2015 | Canmore               | 17 km s. klasycznym  | Kevin Sandau          | Brian McKeever        | Michael Somppi      |
| 9.  | 17 stycznia 2015 | Canmore               | Sprint s. dowolnym   | Michael Somppi        | Julien Locke          | Knute Johnsgaard    |
| 10. | 18 stycznia 2015 | Canmore               | 20 km s. dowolnym    | Michael Somppi        | Kevin Sandau          | David Palmer        |
| 11. | 30 stycznia 2015 | Cantley               | Sprint s. dowolnym   | Michael Somppi        | Andy Shields          | Kevin Sandau        |
| 12. | 31 stycznia 2015 | Cantley               | 15 km s. dowolnym    | Kevin Sandau          | Michael Somppi        | Jack Carlyle        |
| 13. | 1 lutego 2015    | Cantley               | 15 km s. klasycznym  | Kevin Sandau          | Andy Shields          | Michael Somppi      |

## Klasyfikacje
| Lp. | Zawodniczka             | Punkty |
| --- | ----------------------- | ------ |
| 1.  | Emily Nishikawa         | 866    |
| 2.  | Andrea Dupont           | 690    |
| 3.  | Dahria Beatty           | 615    |
| 4.  | Cendrine Browne         | 606    |
| 5.  | Alysson Marshall        | 583    |
| 6.  | Heidi Widmer            | 563    |
| 7.  | Perianne Jones          | 545    |
| 8.  | Olivia Bouffard-Nesbitt | 543    |
| 9.  | Brittany Webster        | 425    |
| 10. | Annika Hicks            | 409    |

| Lp. | Zawodnik              | Punkty |
| --- | --------------------- | ------ |
| 1.  | Michael Somppi        | 840    |
| 2.  | Kevin Sandau          | 701    |
| 3.  | Andy Shields          | 532    |
| 4.  | Bob Thompson          | 461    |
| 5.  | Kris Freeman          | 395    |
| 6.  | Raphael Couturier     | 394    |
| 7.  | Patrick Stewart-Jones | 392    |
| 8.  | Russell Kennedy       | 380    |
| 9.  | Scott James Hill      | 351    |
| 9.  | Julien Locke          | 351    |